# Lars Ulrich
Lars Ulrich (Gentofte, 1963. december 26. –) dán zenész, a Metallica együttes társalapítója és dobosa. A dániai Gentoftében született. Fiatalkorában édesapja hatására komolyan teniszezett. 17 éves korában a család Los Angelesbe költözött, ekkor kezdett dobolni. Az 1980-as évektől kezdve a thrash metal műfaj egyik legelismertebb dobosa lett, újabban gyakori pontatlansága miatt pedig az egyik legmegosztóbb is.

## Élete

### Korai évei
Ulrich édesapja, Torben Ulrich profi teniszező és zenei szakújságíró volt, főleg jazzel foglalkozott; Ulrich keresztapja a legendás szaxofonos, Dexter Gordon. Ezért szinte evidens volt, hogy a kis Ulrich is hasonló életutat járhat be. 1973 februárjában Ulrich édesapja szerzett öt jegyet a koppenhágai Deep Purple-koncertre. Eredetileg barátaival akart elmenni, ám miután egyik barátja nem tudott eljönni, a fennmaradó jegyet az akkor 9 éves Ulrich kapta meg. Pár nappal később megvette az együttes Fireball című albumát. Ulrich az album és a koncert hatására végleg beleszeretett a rock and roll, majd a heavy metal világába. Egy Ronnie James Dio halála után írt nyílt levélből kiderül, hogy Ulrich nagy Rainbow-rajongó volt kiskorában. Az első dobfelszerelését – egy Ludwig dobfelszerelést – nagymamájától kapta 12 évesen. Az 1980-as évek elején családjával Kaliforniába költözött, és terve az volt, hogy profi teniszező legyen.
1981 végén felfedezte a Diamond Head nevű brit heavy metal zenekart. Annyira hatott rá a zenekar debütáló albuma, a Lightning to the Nations, hogy San Franciscóból elutazott Londonba, a Woolwich Odeonba, hogy megnézze koncertjüket. Szállást viszont nem szervezett magának. Ezért ott maradt a koncert helyszínén és megkereste a zenekar tagjait a színfalak mögött. Ulrich elmondta, hogy mennyit utazott a koncert megnézéséért. A szólógitáros, Brian Tatler, felajánlotta, hogy elmehet velük a következő koncert helyszínére, Birminghambe. Ulrich végül egy héten át a Diamond Headdel utazott együtt, és azóta is nagy rajongója az együttesnek. 1999-ben segített keverni az albumukat, a The Best of Diamond Headet.

### Metallica
Ulrich 1981-ben feladott egy újsághirdetést a The Recyclerben, miszerint "egy dobos zenészeket keres dzsemmeléshez". A levélre James Hetfield és Hugh Tanner válaszolt. A zenekart hivatalosan 1981 októberében alapították, öt hónappal azután, hogy Ulrich és Hetfield először találkoztak. A "Metallica" név egy baráttól, Ron Quintanától származik, aki azon gondolkozott, hogy milyen néven indítsa el heavy metal magazinját. A Metallica egy volt ezen ötletek közül. Ulrich rábeszélte Quintanát a Metal Mania névre, magának pedig megtartotta a Metallicát.
Ahogy a Metallica az egész Bay Area-i thrash metal mozgalom, úgy Ulrich a gyors thrash metal dobolás egyik úttörőjévé vált a nyolcvanas években. Az 1990-es évektől az együttes mainstream sikereinek, és a 2000. évi Napster-botránynak köszönhetően Ulrich az egész zeneiparban ismertté vált. 2000 júliusában ő maga is felszólalt az amerikai szenátus vizsgálóbizottsága előtt a Napster-ügyben, ami az után robbant ki, hogy a Metallica "I Disappear" című dalát már megjelenése előtt több százezren töltötték le illegálisan a Napsterről.

## Stílus
Ulrich dobolási stílusa karrierje során többször változott. A 80-as évek során gyors és agresszív stílus volt rá jellemző, gyakran használt duplázót, ami igen népszerű lett a heavy metal dobosok körében. Az 1990-es és 2000-es évek során leegyszerűsítette az ütéseket, hogy illeszkedjenek a Metallica akkori stílusához. A Metallica óta inkább a precíz dobolásra fókuszált, ezért lecsökkentette dobfelszerelését 9 darabosról 7 darabosra. A Death Magnetic lemezen a Metallica némileg visszatért az eredeti stílusához. Ulrichot dobosként Bill Ward inspirálta. A legnagyobb hatást rá a Deep Purple tette.

## Magánélete
Ulrich eddig kétszer nősült. Első feleségével, Debbie-vel 1990-ben váltak el. 2004 márciusában Ulrich elvált második feleségétől, Skylar Satensteintől is – tőle 2 gyermeke született, Myles (1998. augusztus 5.) és Layne (2001. május 6.).
Jelenleg egy dán színésznővel, Connie Nielsennel él együtt Marin megyében, Kaliforniában. Első közös gyerekük, Bryce Thadeus Ulrich-Nielsen, 2007. május 21-én, San Franciscóban született (Nielsennek már előtte is volt egy gyereke, Sebastian, aki 1991-ben született).
Ulrich hobbija a festmények gyűjtése. Saját elmondása szerint sokszor jár kiállításokra és aukciókra. Egy 2008-ban, a Stereo Warningnak adott interjújában ezt mondta: "A ház, ahol felnőttem, tele volt festményekkel. Az egyetlen dolog amit magamtól csinálok, hogy gyűjtöm a festményeket. Ez a szenvedélyemmé vált. Nem az az egyetlen élet, amit a Metallicában, vagy dobosként csinálok. Megismertem magamat ebben a művészetben, szeretek kiállításokra és aukciókra járni. Ez nagyszerű, mert a zenekarral semmit sem szoktunk együtt csinálni."
Amikor beiktatták a Metallicát a Rock and Roll Hall of Fame-be, Ulrich lett az első dán származású zenész, akit ez a megtiszteltetés ért.

## Megjelenése a populáris kultúrában
Megjelent a South Park "Keresztény rock" című epizódjában, mint a zeneletöltés egyik áldozata.
Szerepelt a Metallica többi tagjával A Simpson család egyik epizódjában, a "The Mook, the Chef, the Wife and Her Homer"-ben.
A Doktor House című sorozat "Knows Unknows" című epizódjában Dr. Gregory House a legnagyobb metáldobosnak nevezte.
Dee Sniderrel együtt, szerepel a Get Him To The Greek című filmben, valamint szerepelni fog az HBO Hemingway & Gellhorn című filmjében.

## Diszkográfia
Metallica
- Kill ’Em All  (1983)
- Ride the Lightning (1984)
- Master of Puppets (1986)
- …And Justice for All (1988)
- Metallica (album) (1991)
- Load (1996)
- ReLoad (1997)
- St. Anger (2003)
- Death Magnetic (2008)
- Hardwired… to Self-Destruct (2016)
- 72 Seasons (2023)

Vendégszereplései
- Mercyful Fate – In The Shadows (1993) [a "Return Of The Vampire 1993" c. dalban]

## Dobfelszerelése
Ulrich Tama dobfelszerelést használ, és Zildjian cineket, valamint Remo dobbőröket. A stúdiófelvételek közben szokta keverni a márkákat, használ Ludwig és Gretsch dobfelszereléseket, valamint Sabian cineket is. Karrierje elején Calato Regal Tip dobverőket használt, aztán váltott át Easton Aheadre 1994-ben. A Tama készíti, a két fajta Lars Ulrich Signature Snare nevű, személyre szabott pergődobot.
Jelenlegi turnéfelszerelése (2008-2010)
- Dobok – Marigold Sparkle
  - 10" × 8" tam
  - 12" × 10" tam
  - 16" × 14" oldaltam
  - 16" × 16" oldaltam
  - 22" × 16" lábdobok
  - 14" × 6,5" Lars Ulrich Signature gyémánt mintás acél pergő

Megjegyzés: Ulrich turnén a standard Lars Ulrich Signature LU1465 pergőt használja (3 mm gyémántmintás acél), stúdióban pedig a  LU1465 vagy a LU1465BB (harangréz) pergőt a különböző hangzások elérésének érdekében.
- Cinek – Zildjian
  - 14" Z Custom Dyno Beat Hi-Hats
  - 19" A Custom Projection Crash
  - 18" A Custom Projection Crash ×2
  - 17" A Custom Projection Crash
  - 18" Oriental Trash China
  - 20" Oriental Trash China
- Dobbőrök - Remo
  - Tamokon felül:  Coated Emperor; alul: Clear Ambassador
  - Lábdobon hátul:  Clear Powerstroke 3 w/Falam Patch ; elöl:  Ebony Powerstroke 3 w/ 5" Black Dynamo
  - Pergőn felül:  Coated Controlled Sound w/Black Bottom Dot; alul:  Clear Hazy Ambassador
- Hardware - Tama és Drum Workshop
  - Tama Iron Cobra Power Glide lábgép ×2
  - Tama Iron Cobra Lever Glide lábcinállvány
  - Tama RoadPro ellensúlyos gémesállvány ×5
  - Tama RoadPro dupla tamtartó
  - Tama RoadPro pergőállvány
  - Tama multi-bilincs
  - Tama lábcinállvány bilincs (lábdobkávához való rögzítéshez)
  - Tama 1stChair Ergo-Rider dobszék
  - DW lecsapós lábcinfej
- Verők - Ahead
  - Lars Ulrich Signature 16-1/4" hosszú, 595" vastag